# 62701 Davidrankin
62701 Davidrankin è un asteroide della fascia principale. Scoperto nel 2000, presenta un'orbita caratterizzata da un semiasse maggiore pari a 3,1122123 au e da un'eccentricità di 0,1901733, inclinata di 21,13803° rispetto all'eclittica.
L'asteroide è dedicato all'astrofilo statunitense David Rankin.